# کارلو روسلی
کارلو آلبرتو روسلی (به انگلیسی: Carlo Alberto Rosselli) (16 نوامبر ۱۸۹۹ در رم–۹ ژوئن ۱۹۳۷ در «باگنول-دو-لورن»)، یک رهبر سیاسی، روزنامه‌نگار، مورخ، فیلسوف و فعال ضد‌فاشیست ایتالیایی، ابتدا در ایتالیا و سپس در خارج از کشور معروف بود. او نظریه‌ای دربارهٔ سوسیالیزم اصلاح طلبانه و غیرمارکسیستی را با الهام از جنبش کارگری بریتانیا توسعه داد که آن را «سوسیالیسم لیبرال» توصیف کرد. روسلی جنبش شبه‌نظامی ضدفاشیست «گیوستیزیا ای لیبرتا»‏ را بنا نهاد. او شخصاً در جنگ داخلی اسپانیا شرکت و در سمت جمهوری‌خواهان خدمت نمود.

## زندگی

### تولد، جنگ و مطالعات
روسلی در خانواده‌ای ثروتمند «یهودی توسکانی» در شهر روم متولد شد. مادرش، «آملیا پینچرل روسلی»،  در سیاست و اندیشه جمهوری‌خواهانه فعال و در متحدسازی ایتالیا شرکت کرده بود. هم‌چنین او نمایش‌نامه نویس و نویسنده کتاب کودک بود. روسلی در سال ۱۹۰۳ به‌همراه مادر، خواهر و برادرش به فلورانس رفت. او در جریان جنگ جهانی اول به نیروهای مسلح ایتالیا پیوست و در مبارزات کوهستانی جنگید و به رتبه «ستوان دوم» رسید.
روسلی پس از جنگ به لطف برادرش «نلو»،  همراه با «گائتانو سالومینی» که قرار بود از آن زمان دوست همیشگی هر دو برادر روسلی باشد، در فلورانس تحصیل کرد. در این ایام او سوسیالیست شد و تحت تأثیر اندیشه‌های اصلاح طلبانه «فیلیپو توراتی»،  برخلاف آن تفکر انقلابی «جیاچینتو منوتی سراتی»،  قرار گرفت. در سال ۱۹۲۱ در رشته علوم سیاسی از دانشگاه فلورانس با پایان‌نامهٔ تحت عنوان «سینداکالیزمو» (سندیکالیسم) فارغ‌التحصیل شد. متعاقباً مدرک رشته حقوق را بدست آورد و در تورین و میلان ادامه تحصیل داد و در آن‌جا با لوئیجی ایناودی و «پیرو گوبتی» آشنا شد.
روسلی در سال ۱۹۲۳ از «دانشگاه سیه‌نا» فارغ‌التحصیل شد. او برای چند هفته به لندن رفت و در آن‌جا فعالیت‌های حزب کارگر بریتانیا را مطالعه کرد: جنبش کارگر عمیقاً بر او تأثیر خواهد گذاشت.

### ظهور فاشیسم
او به‌عنوان یکی از حامیان فعال «حزب متحد سوسیالیست» توراتی، متئوتی و تروز،  نوشتن برای روزنامه «کریتیکا سوسیاله» را آغاز کرد، مروری که توسط توراتی ویرایش شده بود. پس از قتل ماتئوتی، روسلی نیز مخالفت با فاشیسم را شدیدتر از قبل کرد و بر آن فشار بیشتر وارد نمود. او با کمک «ارنستو روسی» و «گائتانو سالومینی» نشریه مخفی «تسلیم نشو» را تأسیس کرد که در ماه‌های بعد، خشونت فاشیستی علیه چپ‌گراها شدیدتر شد. ارنستو روسی بعد از سالومینی کشور را به مقصد فرانسه ترک کرد. پیرو گوبیتی در ۱۵ فوریه ۱۹۲۶، همکار فعال او به دلیل عواقب یک تهاجم فاشیستی که سال قبل در تورین رخ داد، در تبعید در پاریس درگذشت. روسلی و پیترو ننی تازه نقد روزنامه «کوارتو استاتو» را تأسیس کردند که پس از چند ماه متوقف شد.
سپس در سال ۱۹۲۶، روسلی با ساندرو پرتینی و فروچو پاری، فرار توراتی به فرانسه را سازمان‌دهی کردند. پرتینی به دنبال توراتی به فرانسه رفت، اما پاری و روسلی به دلیل نقش شان در فرار توراتی دست‌گیر و در جزیره لیپاری (۱۹۲۷) محکوم به حبس شدند. پس از آن بود که روسلی شروع به نوشتن مشهورترین اثر خود، «سوسیالیزم لیبرال» کرد. او در ژوئیه ۱۹۲۹ به تونس فرار کرد و از آن‌جا به فرانسه رفت و با جامعه ضد‌فاشیست‌های ایتالیایی از جمله «امیلیو لوسو» و «فرانچسکو فائوستو نیتی» پیوست. نیتی بعداً فرار ماجراجویانه روسلی را در کتاب «زندان‌های ما و فرار ما» در یک نسخه ایتالیایی در سال ۱۹۴۶ به تصویر کشید (نسخه اول انگلیسی ۱۹۲۹ با عنوان فرار بود).

### جنگ داخلی اسپانیا
جنگ داخلی اسپانیا در سال ۱۹۳۶ زمانی به‌وقوع پیوست که ارتش تحت رهبری فاشیست سلطنتی تلاش نمود علیه دولت جمهوری‌خواه «جبه عام» کودتا نماید. روسلی به رهبری حامیان ایتالیایی ضدفاشیست، نیروهای جمهوری‌خواه را کمک کرد و از سیاست بی‌طرفی فرانسه و بریتانیا انتقاد نمود؛ خصوصاً زمانی که آلمان برای حمایت از شورشیان سلاح و نیرو فرستاد. در ماه اوت، روسلی و GL گروه‌های داوطلبانه خود را برای حمایت از جمهوری اسپانیا سازمان‌دهی کردند.
روسلی همراه با «کامیلو برنری» رهبری و فرمان‌دهی «متئوتی بتالیون»،  یک واحد داوطلب مختلط از ایتالیایی‌های آنارشیست، لیبرال، سوسیالیست و کمونیست را بر عهده داشت. این واحد به «جبهه اراگون» اعزام شد و در پیروزی در برابر نیروهای فرانکویی در «نبرد مونت پلاتو» نقش داشت. روسلی در ماه نوامبر در رادیو بارسلونا این شعار را اعلام کرد: «امروز در اسپانیا، فردا در ایتالیا».
روسلی پس از آن‌که دچار مریضی شد به پاریس بازگردانده شد و از آن‌جا حمایت از آرمان‌ها و اهداف ضد فاشیستی را رهبری کرد. او در حالی‌که منتقد حزب کمونیست اسپانیا و دولت جماهیر شوروی ژوزف استالین بود، «جبهه مردمی» گسترده‌تری را پیشنهاد نمود. برنری در سال ۱۹۳۷ در جریان پاکسازی آنارشیست‌ها در بارسلون توسط نیروهای کمونیست کشته شد. با سقوط جمهوری اسپانیا در سال ۱۹۳۹، پارتیزان‌های «گیوستیزیا ای لیبرتا» مجبور شدند به فرانسه فرار کنند.

### قتل
کارلو روسلی و برادرش در ماه ژوئن ۱۹۳۷ میلادی از شهر تفریحی «باگنول-دو-لورن» فرانسه دیدن کردند. سرانجام این دو در ۹ ژوئن توسط گروهی از «کاگولاردها»،  شبه‌نظامیان کاگول یک گروه فاشیست فرانسوی با استناد از صدور مجوز قتل از سوی رژیم موسولینی، کشته شدند. این دو برادر در گورستان پر-لاشز در پاریس به خاک سپرده شدند، اما خانواده آنها در سال ۱۹۵۱ آنها را به ایتالیا به «قبرستان یادبود ترسپیانو»، یکی از بخش‌های فلورانس، منتقل کردند.
در حمله‌ای که به جان روسلی و برادرش صورت گرفت، همسرش ماریون کاترین کیو، سه فرزندش؛ جیووانی آندریا "جان"، آملیا "ملینا" و اندریو و مادرش «آملیا پینچرل روسلی» از آن جان سالم به در بردند.

## تفکر

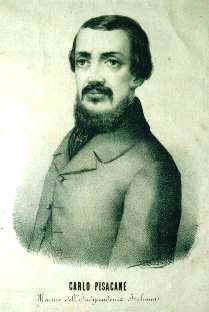
کارلو روسلی

کارلو روسلی در زندگی خود تنها یک کتاب به نام «سوسیالیزم لیبرال» منتشر کرد. این اثر، روسلی را به عنوان یک بدعت گذار در جناح چپ ایتالیای زمان خود معرفی نمود که کتاب «سرمایه» کارل مارکس، هرچند تفسیرهای مختلفی برای آن وجود داشت، هنوز به عنوان تنها منبع قابل اعتماد تحلیل و راهنمایی سیاسی تلقی می‌شد. بدون شک او تأثیر حزب کارگر بریتانیا را که هویدا بود، به‌خوبی می‌دانست. در نتیجه موفقیت‌های انتخاباتی حزب کارگر، روسلی متقاعد شد که «هنجارهای» لیبرال دموکراسی نه تنها در ساخت سوسیالیزم، بلکه برای تحقق مفهومی و عینی آن ضروری است؛ این ایده با تاکتیک‌های لنینیستی که قدرت سازمانی را بر رویه‌های دموکراتیک اولویت می‌دهد، در مخالفت قرار داشت. این اندیشه «روسلیایی طوریست که لیبرالیزم (پارلمانی) روش و سوسیالیزم هدف است».
ایده مارکسیستی-لنینیستی انقلاب مبتنی بر دیکتاتوری پرولتاریا (که به نظر او، قضیه روسیه مترادف با دیکتاتوری یک حزب واحد است) را به نفع انقلابی که - همانگونه در برنامه GL معروف است – یک نظام منسجم اصلاحات ساختاری که هدف اش اعمار و ساخت سوسیالیزم است، رد کرد؛ این ایده او آزادی شخصیت و مشارکت را محدود نمی‌کند، بلکه در واقع تعالی می‌بخشد.

## ارجاعات
1. ↑  Spencer Di Scala (1996). Italian socialism: between politics and history. Boston, Massachusetts, USA: University of Massachusetts Press. p. 87. ISBN 1558490124
2. ↑  "Archivio della famiglia Rosselli". www.archiviorosselli.it. Archived from the original on 27 May 2016. Retrieved 2019-06-24.
3. ↑  Pugliese, Stanislao G. (1999). Carlo Rosselli: Socialist Heretic and Antifascist Exile. Harvard University Press. p. 221.
4. ↑  Stanislao G. Pugliese (1997). "Death in Exile: The Assassination of Carlo Rosselli". Journal of Contemporary History. 32 (3): 305–319. doi:10.1177/002200949703200302. JSTOR 260963. S2CID 154546885.
5. ↑  Martin Agronsky (1939). "Racism in Italy". Foreign Affairs. 17 (2): 391–401. doi:10.2307/20028925. JSTOR 20028925.
6. ↑  Peter Isaac Rose (2005). The Dispossessed: An Anatomy Of Exile. University of Massachusetts Press, pp. 138–139. ISBN 1-55849-466-9
7. ↑  Pugliese, Stanislao G. (July 1997). "Death in Exile: The Assassination of Carlo Rosselli". Journal of Contemporary History. 32 (3): 305–319. doi:10.1177/002200949703200302. S2CID 154546885.

## آثار
- Carlo Rosselli, Liberal Socialism. Edited by Nadia Urbinati. Translated by William McCuaig (Princeton: Princeton University Press 1994).